# Callyspongia plicifera
A Callyspongia plicifera a szaruszivacsok (Demospongiae) osztályának Haplosclerida rendjébe, ezen belül a Callyspongiidae családjába tartozó faj.

## Előfordulása
A Callyspongia plicifera előfordulási területe Karib-tenger, a Mexikói-öböl, valamint Florida déli partjai.

## Megjelenése
A szivacs telepe kis hengerekből áll, melyeknek közepe üres, azaz lyukas.

## Életmódja
Ez a szaruszivacsfaj a vízalatti dombokon és sziklaszirteken él. A vízből szűri ki a szerves részecskéket.

## Képek

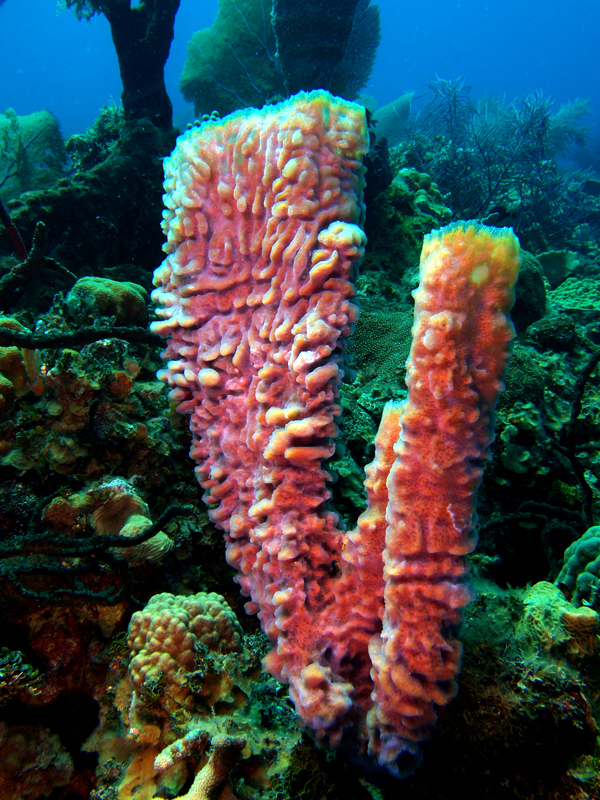
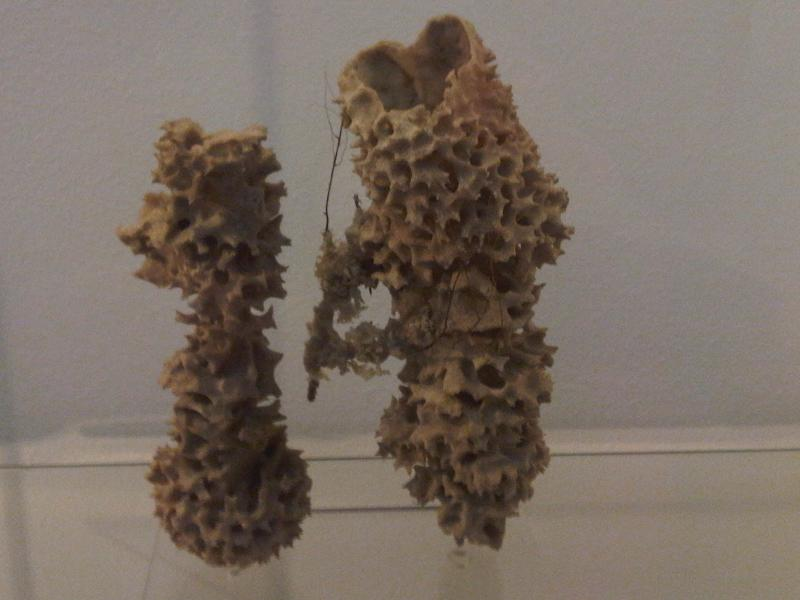
Az állat a londoni Természettudományi Múzeumban